# Кочнев, Евгений Геннадьевич
Евгений Геннадьевич Кочнев (род. 3 декабря 1992, Бухара) — узбекский футболист, полузащитник.

## Клубная карьера
С 2006 по 2008 — выпускник академии футбольного клуба «Машал». В 2009 году перешёл в главную команду «Машал», сыграл 15 игр за молодёжный состав. В 2010 году перешёл в клуб «Бухара», выступавший в первом дивизионе. В 2010 году клуб занял первое место в первом дивизионе Узбекистана и вышел чемпионат Узбекистана. В 2015 году покинул клуб.
Потом перешёл в клуб «Нурафшон» в первом дивизионе, полтора года (до 2017) выступал за этот клуб. Вторую половину сезона 2017 провёл в клубе высшего дивизиона Узбекистана «Шуртан» Гузар. В 2018 года покинул клуб и подписал контракт с индийским клубом «Гокулам Керала». 2020 году подписал контракт с клубом из Бангладеш Uttara Baridhara club, где провел два сезона. В 2024 году подписал контракт с другим клубом из Бангладеш fakirapool young men club.

## Карьера в сборной
В 2012 году вызвался в молодёжную сборную Узбекистана U-23. Выступал на азиатских отборочных играх в Непале. Добились путёвки на азиатские игры, заняв второе место в группе. 

## Статистика
- 2010 — Первый дивизион Узбекистана — 28 матчей[источник не указан 2450 дней]
- 2011 — Чемпионат Узбекистана — 12 матчей[источник не указан 2450 дней]
- 2012 — Чемпионат Узбекистана — 17 матчей[источник не указан 2450 дней]
- 2013 — Чемпионат Узбекистана — 15 матчей[источник не указан 2450 дней]
- 2014 — Чемпионат Узбекистана — 18 матчей[источник не указан 2450 дней]
- 2015 — Чемпионат Узбекистана — 8 матчей[источник не указан 2450 дней]